# Royal Museums Greenwich
Die Royal Museums Greenwich ist eine gemeinnützige Stiftung mit Royal Charter, die sich der Verwaltung von vier Museen in Greenwich, London, widmet. Die Royal Museums Greenwich Foundation ist eine gemeinnützige Stiftung in Form einer Private Limited Company by Guarantee mit Firmennummer 08002287, die am 22. März 2012 gegründet wurde. Getragen wird das Unternehmen von einer Stiftung nach englisch-walisischem Recht Nr. 1147279.
Der Stiftungszweck ist die Unterstützung von gemeinnützigen Organisationen, die sich der Bildung der Öffentlichkeit in Sachen Meere, Schiffe, Zeit und den Sternen verschrieben haben. Die primären Stiftungsobjekte sind vier Museen in Greenwich, das National Maritime Museum mit Objekten zur Seefahrt, die Kunstsammlung im Queen’s House, das Royal Greenwich Observatory, durch welches der Nullmeridian verläuft und das Segelschiff Cutty Sark.

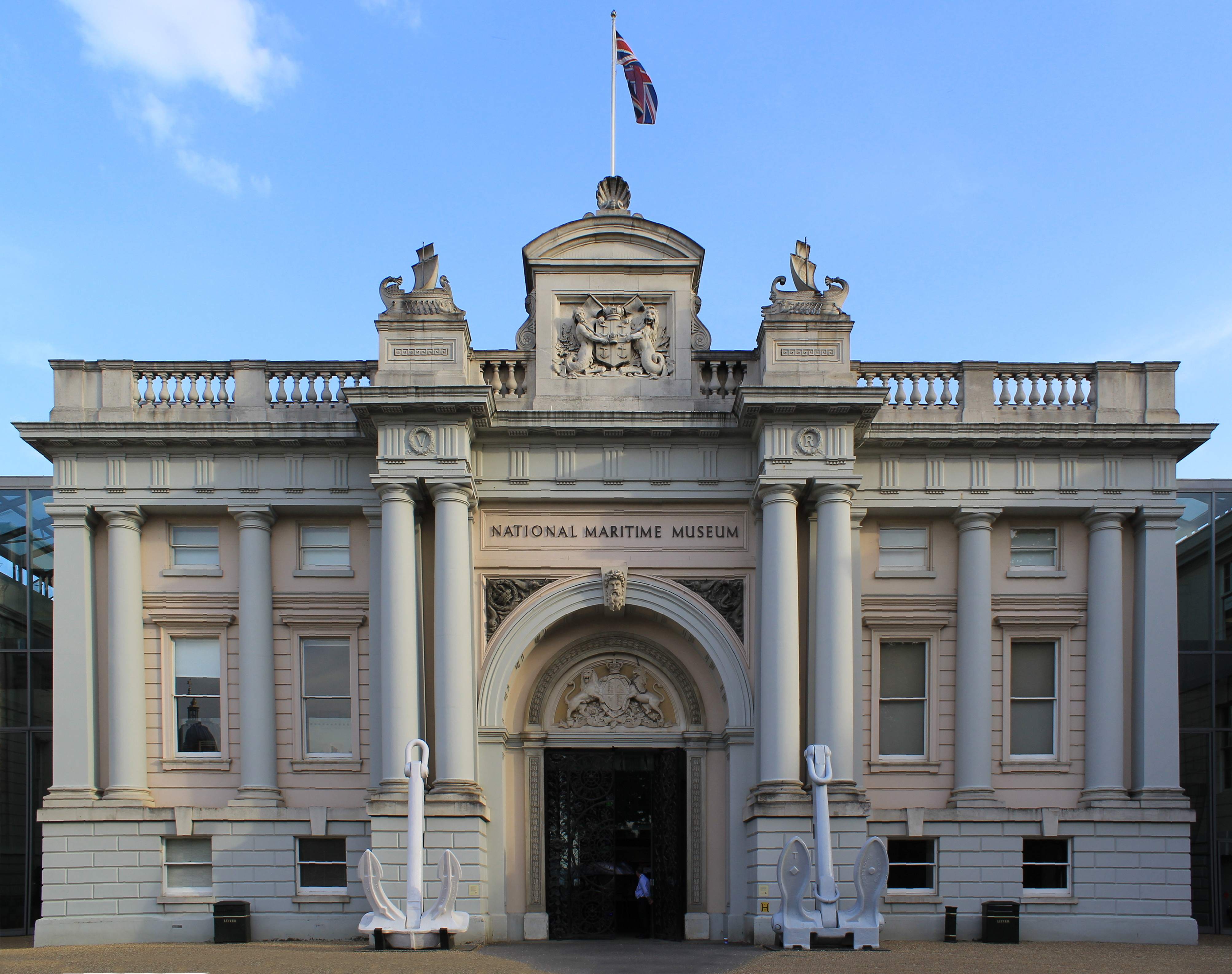
National Maritime Museum
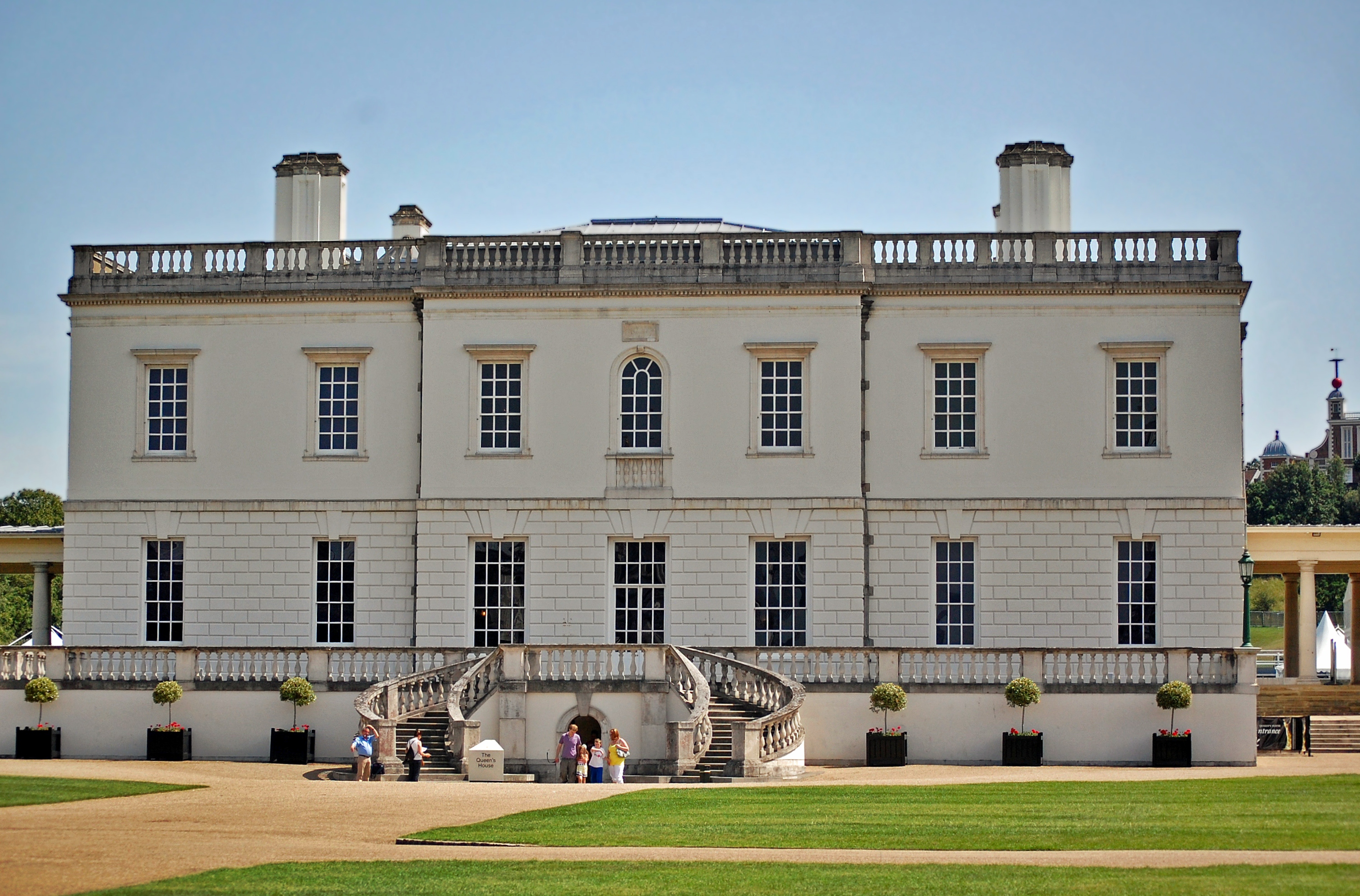
Queen’s House
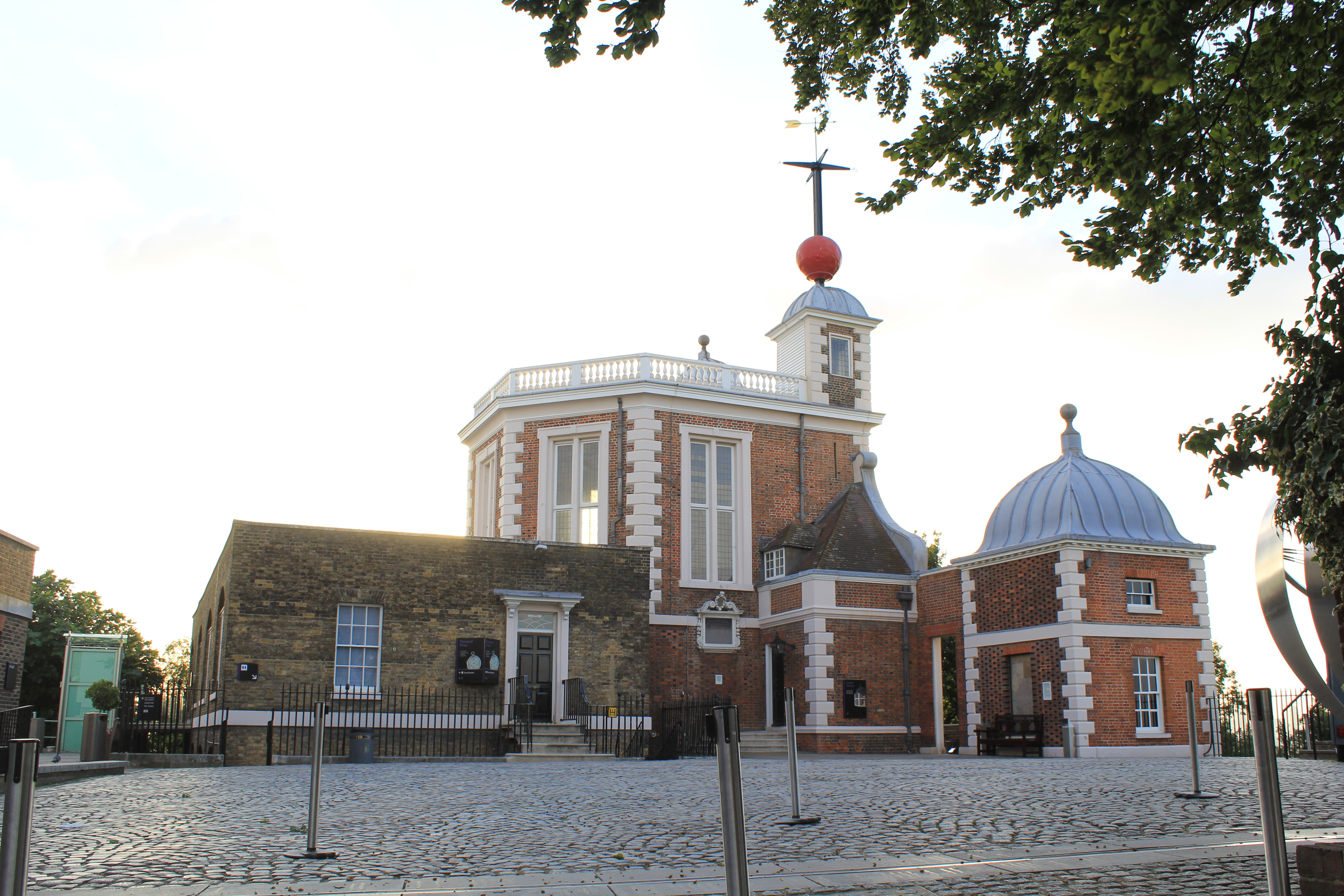
Royal Greenwich Observatory
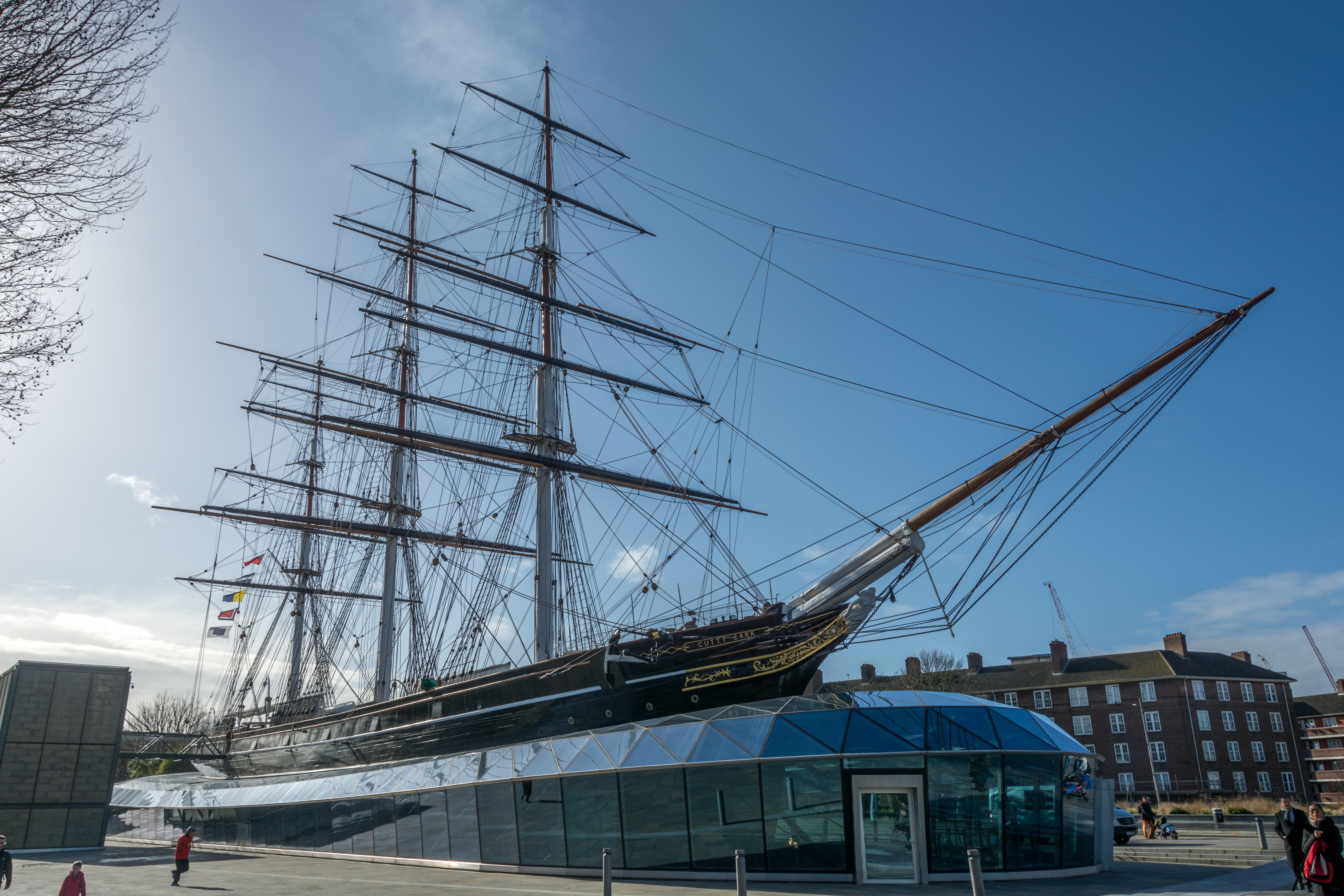
Cutty Sark

2019 wurden die Royal Museums Greenwich von rund 2,91 Millionen Personen besucht. 2024 betrug die Besucherzahl etwa 2,26 Millionen Personen.

## Organisation
Das aus drei Personen bestehende Board entspricht der Eigentümerversammlung und wird durch einen Vorsitzenden geleitet. Im Allgemeinen trifft sich das Board zweimal jährlich. Das Board trifft sämtliche strategischen Entscheidungen der Stiftung. Board-Mitglieder werden durch das Board of Trustees des National Maritime Museums nominiert.
Aufgabe des Boards of Trustees ist die Erstellung des Jahresabschlusses und aller dazu erforderlichen Tätigkeiten. Darüber hinaus verantwortet das Board die Verwendung des Stiftungskapitals.